# Staropacká hora
Staropacká hora är en kulle i Tjeckien.   Den ligger i regionen Hradec Králové, i den centrala delen av landet, 90 km nordost om huvudstaden Prag. Toppen på Staropacká hora är 578 meter över havet.
Terrängen runt Staropacká hora är platt åt nordost, men åt sydväst är den kuperad.Runt Staropacká hora är det ganska tätbefolkat, med 108 invånare per kvadratkilometer. Närmaste större samhälle är Nová Paka, 2,4 km söder om Staropacká hora. I omgivningarna runt Staropacká hora växer i huvudsak blandskog.